# Ɛ̃̂
Ɛ̃̂ (minuscule : ɛ̃̂), appelé epsilon tilde accent circonflexe, est une lettre latine utilisée dans l’orthographe standardisée des langues du Congo-Kinshasa dont le ngbaka minangende ou utilisée dans l’écriture du tafi.
Elle est formée de la lettre epsilon avec un tilde suscrit et un accent circonflexe.

## Utilisation
En ngbaka minangende, le ‹ ɛ̃̂ › est utilisé dans les ouvrages linguistiques pour représenter la voyelle /ɛ/ nasalisée avec un ton tombant ; la nasalisation est indiquée à l’aide du tilde, et le ton est indiqué à l’aide de l’accent circonflexe. Dans l’orthographe, le ton est habituellement indiqué uniquement lorsqu’il y a ambigüité.

## Représentations informatiques
L’epsilon tilde accent circonflexe peut être représenté avec les caractères Unicode suivants : 
- décomposé (supplément latin-1, alphabet phonétique international, diacritiques)[1],[2],[3] :

| formes    | représentations | chaînes de caractères | points de code       | descriptions                                                                      |
| --------- | --------------- | --------------------- | -------------------- | --------------------------------------------------------------------------------- |
| capitale  | Ɛ̃̂               | Ɛ◌̃◌̂                   | U+0190 U+0303 U+0302 | lettre majuscule latine e ouvert diacritique tilde diacritique accent circonflexe |
| minuscule | ɛ̃̂               | ɛ◌̃◌̂                   | U+025B U+0303 U+0302 | lettre minuscule latine epsilon diacritique tilde diacritique accent circonflexe  |